# مقارنة بين النازية والستالينية
أجرى عدد من المؤلفين مقارنات بين النازية والستالينية استعرضوا فيها أوجه التشابه والاختلاف بين الأيديولوجيتين، والأنظمة السياسية، والعلاقة القائمة بين النظامين، وسبب نشوء كل منهما في نفس الوقت. أثناء القرن العشرين، كانت المقارنة بين النازية والستالينية تدور حول المواضيع المتعلقة بالشمولية والأيديولوجية والعبادة الشخصية. اعتُبر كلا النظامين نقيضًا للغرب الليبرالي، مع إبراز أوجه التشابه بين النظامين. كان علماء السياسة زبغنيو بريجينسكي وحنة آرنت وكارل خواكيم فريدريش والمؤرخ روبرت كونكويست من أبرز مناصري تطبيق مفهوم الشمولية في مقارنة النازية والستالينية.

## حنة آرنت

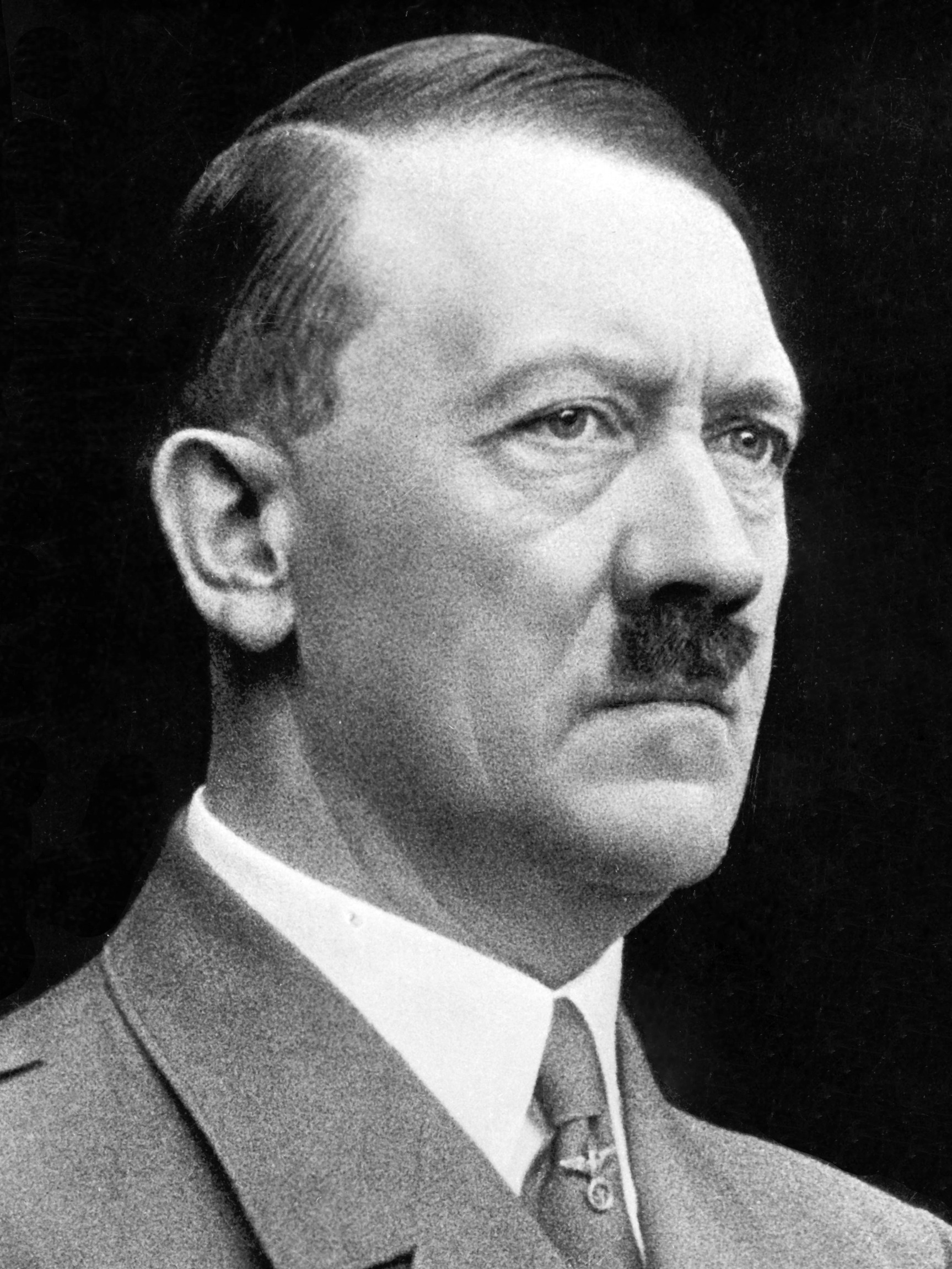
أدولف هتلر

### أصول الشمولية
كانت حنة آرنت من أوائل الباحثين الذين نشروا دراسة مقارنة بين ألمانيا النازية والاتحاد السوفيتي بقيادة ستالين. تطرح آرنت في كتابها الصادر عام 1951، أصول الشمولية، فكرة الشمولية كنمط متميز من الحركة السياسية ونظام الحكم، والذي «يختلف أساسًا عن أشكال القمع السياسي الأخرى التي نعرفها كالاستبداد والطغيان والديكتاتورية». علاوة على ذلك، ميزت آرنت بين الحركة الشمولية (كحزب سياسي ذي أهداف شمولية) والحكومة الشمولية. لم تتمكن جميع الحركات الشمولية من تأسيس حكومات شمولية بمجرد اكتسابها السلطة. في نظر آرنت، رغم وجود العديد من الحركات الشمولية في أوروبا في عشرينيات وثلاثينيات القرن العشرين، لم تنجح سوى حكومتي ستالين وهتلر في تنفيذ أهدافهما الشمولية بالكامل.
تتبعت حنة أصل الحركات الشمولية إلى القرن التاسع عشر، بالتركيز خصوصًا على معاداة السامية والإمبريالية الجديدة. ركزت على الصلة بين صعود الدول القومية الأوروبية ونمو معاداة السامية، وهو ما يُعزى إلى أن اليهود كانوا يمثلون «عنصرًا مشتركًا بين الدول الأوروبية وغير وطني في عالم من الدول النامية أو القائمة». تزايدت نظريات المؤامرة، واتُّهم اليهود بأنهم جزء من مخططات دولية مختلفة لتدمير الدول الأوروبية. تشكلت أحزاب سياسية صغيرة معادية للسامية استجابة لهذا التهديد اليهودي الملحوظ، ووفقًا لآرنت، كانت هذه أول منظمات سياسية في أوروبا ادعت أنها تمثل مصالح الأمة بأسرها مقابل مصالح فئة معينة أو غيرها من المجموعات الاجتماعية. اقتدت الحركات الشمولية اللاحقة بهذا الادعاء أو توارثته للتحدث نيابة عن الأمة بأسرها، مع ما يترتب على ذلك من أن أي معارضة لها تمثل خيانة لها.
مهدت الإمبريالية الأوروبية السبيل أمام الشمولية في القرن التاسع عشر، وذلك بتقنين مفهوم التوسع اللامتناهي. بعد انخراط الأوروبيين في توسع إمبريالي في قارات أخرى، تطورت الحركات السياسية التي هدفت لنسخ أساليب الإمبريالية في القارة الأوروبية. تشير آرنت على وجه التحديد إلى «الحركات القومية» لرابطة الشعوب الجرمانية والقومية السلافية، التي تعهدت بالإمبراطوريات القارية إلى دول لا أمل لها في التوسع الخارجي. وفقًا لآرنت، «تدين النازية والبلشفية لرابطة الشعوب الجرمانية والقومية السلافية (تباعًا) أكثر من أي أيدولوجية أو حركة سياسية أخرى».

### التجنيد والحملات الدعائية وتلقين المبادئ
تجادل آرنت بأن حركتي النازية والبلشفية «جندت أعضاءها من حشد من الأشخاص الغير مبالين على ما يبدو والذين تخلت عنهم جميع الأحزاب الأخرى» و«كان لهم من الأسباب ما يدعو إلى العداء مع جميع الأحزاب على قدم المساواة». بناءً على ذلك، لم تكن الحركات الشمولية بحاجة إلى اللجوء إلى الحوار أو الإقناع، ولم تكن بحاجة إلى دحض حجج الأحزاب الأخرى. ولم يكن من الضروري إقناع جمهورها المستهدف باحتقار الأحزاب الأخرى أو النظام الديمقراطي، لأنه تألف من اشخاص كانوا يحتقرون التيار السياسي السائد بالفعل. نتيجة لذلك، تمتعت الحركات الشمولية بحرية استخدام العنف والإرهاب ضد معارضيها دون خوف من أن يؤدي ذلك إلى تنفير مؤيديها. عوضًا عن مجادلة الحركات لمعارضيها، تبنت آراءً حتمية للسلوك البشري وقدمت أفكارًا متضاربة باعتبارها «ناشئة من مصادر طبيعية واجتماعية ونفسية عميقة خارجة عن إرادة الفرد وبالتالي تفوق سلطة العقل». انخرط النازيون بالذات، خلال الأعوام التي سبقت صعودهم إلى السلطة، في أعمال «قتل موظفين اشتراكيين أو أعضاء مؤثرين في أحزاب معارضة» كوسائل لترهيب المعارضين ومنح مؤيديهم دليلًا على أنهم حزب فعل، «يختلف عن «المتحدثين مكتوفي الأيدي» في الأحزاب الأخرى.»
وظفت الحكومات الشمولية الدعاية على نطاق واسع، وغالبًا ما اتسمت بفروق شاسعة بين ما تخبر مؤيديها به والدعاية التي تصدرها للآخرين. تميز آرنت بين هاتين الفئتين بوصف «التلقين» و«الدعاية». تتألف عملية التلقين من الرسالة التي تروج لها الحكومة الشمولية داخليًا، لأعضاء الحزب الحاكم ولشريحة السكان التي تؤيد الحكومة. وتتألف الدعاية من رسالة مفادها أن الحكومة الشمولية تسعى لترويج نفسها في العالم الخارجي، وبين أحزاب مجتمعها التي قد لا تؤيد الحكومة. بالتالي، «غالبًا ما يفرض العالم الخارجي متطلبات الدعاية»، بينما تعتمد فرص التلقين على «عزلة الحكومات الشمولية وأمنها من التدخل الخارجي».
اتسم نمط التلقين الذي استخدمه السوفييت والنازيون بادعاءات عن حقيقة «علمية»، ومناشدات «بقوانين موضوعية للطبيعة». تبنت الحركتين وجهة نظر حتمية للمجتمع البشري وادعت أن أيديولوجيتهما استندت إلى اكتشافات علمية متعلقة بالعرق (على غرار النازيين) أو القوى التي تحكم التاريخ البشري (على غرار السوفييت).  تشير آرنت إلى أن هذا يشبه الإعلانات الحديثة في بعض الأمور، والتي تزعم فيها الشركات أن البحث العلمي يظهر تفوق منتجاتها، ولكنها تزعم عمومًا بأنها نسخة متطرفة من «الهوس بالعلم الذي اتسم به العالم الغربي منذ ظهور الرياضيات والفيزياء في القرن السادس عشر». فباستخدام النازية والستالينية للعلم الزائف كمبرر أساسي لتصرفاتها، يمكن تمييز النازية والستالينية عن الأنظمة الاستبدادية التاريخية الماضية، والتي لجأت إلى الدين بدلًا من العلم أو لم تحاول تبرير نفسها على الإطلاق في أحيان أخرى. وفقًا لآرنت، فإن الحكومات الشمولية لم تستخدم هذه المناشدات في التعامل مع القوانين العلمية المفترضة كدعاية مغرضة لخداع الآخرين. بل أن الزعماء الشموليين كهتلر وستالين كانوا يؤمنون بالفعل بأنهم يتصرفون وفقًا لقوانين طبيعية غير قابلة للتعديل، لدرجة استعدادهم للتضحية بالمصلحة الذاتية لأنظمتهم في سبيل سن تلك القوانين المفترضة. على سبيل المثال، تعامل النازيون مع سكان الأراضي المحتلة بوحشية بالغة، وخططوا لإخلاء أوروبا الشرقية من سكانها لفتح المجال أمام المستعمرين من «عرق السادة» الألماني، رغم أن ذلك كان له ضرر بالغ على جهودهم الحربية. طهّر ستالين الحزب الشيوعي مرارًا من الناس الذين انحرفوا ولو قليلًا عن مسار الحزب، حتى وإن أضعف ذلك الحزب أو الحكومة السوفيتية، لاعتقاده بأنهم يمثلون مصالح «الطبقات المحتضرة» وأن زوالهم كان أمرًا حتميًا عبر التاريخ.

### القائد
تشير آرنت أيضًا إلى الأهمية المركزية للقائد القوي في الحركات الشمولية. كما في مجالات أخرى، فإنها تميز الزعماء الشموليين (مثل هتلر وستالين) عن الديكتاتوريين غير الشموليين أو الزعماء المستبدين. لا يصل الزعيم الشمولي إلى السلطة باستخدام العنف شخصيًا أو بمهارات تنظيمية خاصة، بل بالتحكم في تعيين الموظفين في الحزب، إذ يكون جميع أعضاء الحزب البارزين مدينين له بمناصبهم. بينما بات الولاء للزعيم المعيار الأساسي للترقية، أصبح أعضاء الحزب الطموحون يتنافسون فيما بينهم في محاولة التعبير عن ولائهم، وتنمو العبادة الشخصية حول الزعيم. حتى وإن لم يكن الزعيم أهلًا لمنصبه، ويكون الأعضاء المقربين له مدركين لأوجه القصور التي يعاني منها، فإنهم يبقون ملتزمين به خشية انهيار هيكل السلطة بأسره دونه.